# Романов, Алексей Викторович (муниципальный руководитель)
Романов Алексей Викторович (род. 25 июля 1973 года, Тюмень) — замещает муниципальную должность. Глава города Ноябрьска с 3 марта 2016 года.

## Биография
Родился 25 июля 1973 года в Тюмени. В 1978 году переезжает вместе с родителями в Новый Уренгой. Там же в 1990 году окончил среднюю общеобразовательную школу №3.
1993 год — поступил на очную форму обучения в Тюменский государственный университет по специальности «Финансы и кредит».
1998 год — получил квалификацию экономиста и был принят на работу в ОАО «Запсибкомбанк» в Тарко-Сале.
2002 год — возглавил Тарко-Салинский филиал ОАО «Запсибкомбанка» и руководил им вплоть до 2007 года.
2005 год — избран депутатом и возглавил планово-бюджетную комиссию в составе Собрания депутатов муниципального образования город Тарко-Сале первого созыва.
2008 год — заместитель Главы Администрации Пуровского района по вопросам финансов, начальника Департамента финансов и казначейства.
2011 год — избран главой посёлка Уренгой.
2014 год — награждён медалью МЧС России «За отличие в ликвидации последствий чрезвычайной ситуации» за умелые действия в экстренной ситуации во время паводка.
2016 год — Глава Администрации муниципального образования город Ноябрьск.
17 октября 2019 года — повторно избран Главой муниципального образования.

## Личная жизнь
Женат, имеет четверых детей.